# 罗伯特·托利森
罗伯特·D·托利森 (1942-10至2016-24)美国经济学家，擅长领域：公共选择理论。

## 教育
托利森生于南卡罗莱纳州斯巴达堡，曾就读于当地的沃福德大学，并于1964年在那里获得了商业管理和经济学A.B.学位。一年后，他在阿拉巴马大学完成了经济学M.A.学位。 在塔斯卡卢萨完成硕士学位后，托利森搬到弗吉尼亚州朗伍德大学任教，之后该校改名为“朗伍德学院”。不久之后，他开始在弗吉尼亚大学攻读经济学博士学位，1969年， 他博士毕业。

## 职业生涯
托利森第一次以博士学位任教是在美国康奈尔大学，在那里，他从1969年任教至1973年。 然后，他在德克萨斯州农工大学找了一份工作，之后，一年多一点的时间内，他就成了该经济部门的负责人。他在德克萨斯州农工大学一直保持该职位到1977年， 然后在迈阿密大学的法律学院做了一年的访问教授。之后，托利森接受一个新的职位，在弗吉尼亚理工大学经济学院当教授。托利森在1981年离开了弗吉尼亚，在联邦贸易委员会做过多种不同类型的工作，并工作到1983年。
之后托利森离开美国联邦贸易委员会，回到学术界，最终于克莱门森大学、乔治·梅森大学、 密西西比大学, 亚利桑那州立大学和佛罗里达州立大学执教，同时他也是体育经济报，宪政政治经济学，和公共选择的编辑委员会成员。且是独立研究所委员会的顾问。
在他去世时，他已成为南卡罗来纳州的克莱姆森的克雷蒙森大学的经济学教授以及BB&T的高级研究员。

## 贡献
托利森的特别感兴趣的领域包括宗教经济学、经济思想史，体育经济，反垄断理论和吸烟政策。他与罗伯特·埃克隆德的教科书： 经济学，现在已更新至第七版。

### 重商主义
根据 自由论坛对托利森和埃克隆德的重商主义作为寻租社会的评论，对重商主义的政治经济学研究,
...通过公共选择分析，埃克隆德和托利森断言英国重商主义已经下降，因为议会权力的崛起提高了垄断特权的游说成本。 由于议会拒绝将其新获得的权力委托给任何人，任何未来的垄断者都必须确保立法机关的多数权利以及国王的默许.... [T]尽管政治体制发生了变化，但作者强调了重商主义与现代经济调节之间的相似性

### 体育经济
托利森的论文——全国大学生体育协会：一项卡特尔行为的研究，以及另外一些杂志上的体育经济学的文章， 导致托利森的作品经常被引用在该体育经济的部分。

## 书籍

### 著作
- 平衡预算、财政责任与宪法  同理查德·E·瓦格纳合著。 旧金山，加利福尼亚州： 卡托研究所，1980年。
- 政治、立法和经济：政府利益集团理论探讨   同R.麦考密克合著。 波士顿，马萨诸塞州：Martinus Nijhoff出版社，1981年。
- 寻租社会的重商主义 同罗伯特·埃克伦德合著，大学城，德克萨斯州：德克萨斯州农工大学出版社，1982年。
- 政治经济学的经济学分析(El Analisis Economico De Lo)政治 与詹姆斯·M·布坎南和R.E.麦考密克合著，马德里，西班牙：Instituto de Estudios Economicos,1984年。
- 经济学 与罗伯特·埃克隆德合著，波士顿，马萨诸塞州：Little,Brown,1986年。
- 与R.瓦格纳，列克星敦，马萨诸塞州：d.c.Heath出版公司，1988年。
- 集中与竞争：碳酸软饮料行业的经济学 与D.Kaplan以及R.Higgins合著，列克星敦，马萨诸塞州：d.c.Heath出版公司，1990年。
- 吸烟经济学：赋予权利  与R.瓦格纳合著  德雷赫特，荷兰：Kluwer学术出版社，1991年。
- 全国大学生体育协会：卡特尔行为研究  与A.Fleisher和B Goff合著， 芝加哥，伊利诺伊州：芝加哥大学出版社，1992年。
- 神圣的信任：中世纪教堂作为一个经济公司 与罗伯特·埃克隆德、R.赫伯特、G.Anderson以及A.戴维斯合著， 伦敦：牛津大学出版社，1996年。ISBN 978-0-19-535603-8978-0-19-535603-8
- 政治化的经济体：君主制，垄断和重商主义 与罗伯特·埃克隆德合著， 大学城，德克萨斯州：得克萨斯州农工大学出版社，1997年。

### 文章
- Tollison, Robert. . David R. Henderson (ed.)  (编).  2nd. Indianapolis: Library of Economics and Liberty. 2008  [2018-12-26]. ISBN 978-0865976658. OCLC 237794267. （原始内容存档于2021-04-24）.

### 出版物
- 公共选择理论：政治中的应用经济学 同詹姆斯·布坎南、安娜堡合著，密歇根州：密歇根大学出版社，1972年。
- 公共政策的经济学方法：选读 与R.Amacher和T.Willett伊萨卡合著，纽约：康奈尔大学出版社，1976年。
- 经济学家该做什么？ 詹姆斯·布坎南著作；杰弗里·布伦南汇编与整理，印第安纳州印第安纳波利斯：自由出版物，1979年。
- 反垄断的政治经济学   列克星敦·马赛诸州：d.c.Heath出版公司，1980年。
- 走向寻租社会理论II    詹姆斯·布坎南和戈登·塔洛克。大学城，德克萨斯州：德克萨斯州农工大学出版社，1980年。
- 公共选择理论II    詹姆斯·布坎南，安娜堡·密歇根州：密歇根大学出版社，1984年。
- 吸烟与社会：朝向评估平衡    列克星敦·马萨诸塞州：d.c.Heath出版公司，1986年。 (日语翻译，1987年)
- 赤字   与詹姆斯·布坎南和查尔斯·罗利合著，牛津，英国：布莱克威尔公司，1987年。 (日语翻译，1990年)
- 经济学：徘徊于预测科学和道德哲学之间    詹姆斯·布坎南合著；同V. Vanberg一起汇编。大学城，德克萨斯州：得克萨斯州农工大学出版社，1987年。
- 清洁的空气：关于烟草烟雾环境的观点  列克星敦·马萨诸塞州：d.c.Heath出版公司，1988年。 (西班牙语翻译，1989年)
- 寻租的政治经济学  与C.罗利以及G.Tullock合著，波士顿，马萨诸塞州,1988年。
- 探索宪法经济学   詹姆斯·布坎南；与Vanber一起汇编， 大学城，德克萨斯州：德克萨斯州农工大学出版社，1989年。
- 政治预测：实证公共选择随笔 同M.Crain、Ann Arbor一起编辑  密歇根州：密歇根大学出版社, 1990年。
- Sportometrics（体育指标经济学） 同B.Goff合著， 大学城，德克萨斯州：德克萨斯州农工大学出版社，1990年。
- 未来二十五年的公共选择  与C. Rowley以及F. Schneider合作，波士顿，马萨诸塞州，1993年。
- 人类经济的轨迹   Gordon Tullock著；同G.布雷迪、费尔法克斯编制，弗吉尼亚州：乔治·梅森大学出版社，1994年。
- 寻租经济分析    R. Congleton著， 伦敦，英国：爱德华埃尔加出版社，1995年。 (日语译本，2002年)
- 文集  詹姆斯·布坎南 汇编  同G.布伦南和H.Kliemt编辑。(20卷)印第安纳州印第安纳波利斯：自由基金会，1999-2002年。
- 宪法经济学的方法论和道德观：纪念詹姆斯·布坎南的文章  G.布伦南和H.Kliemt合著。柏林，德国：施普林格出版社，2002年。
- 经济学中的预算赤字 与W.Shughart和C.罗利合著。 (二卷)伦敦，英国：埃尔加出版社，2002年。

## 外链
- 职业生涯 （页面存档备份，存于）在克莱姆森大学。
- . JSTOR.   [2018-11-02]. （原始内容存档于2020-06-07）.